# Vetto
Vetto är en ort och kommun i provinsen Reggio Emilia i regionen Emilia-Romagna i Italien. Kommunen hade 1 822 invånare (2018).